# Chashaku

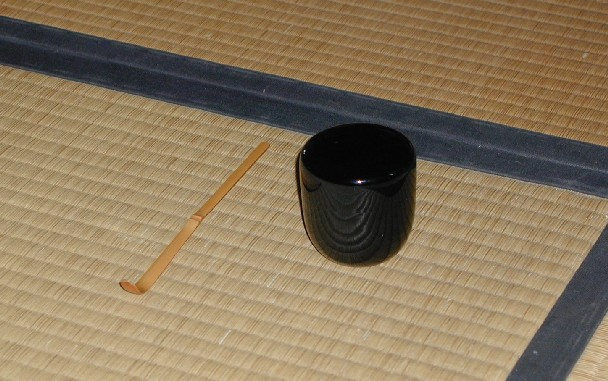
Chashaku (茶杓) y Natsume (棗) para la ceremonia Usucha (Usucha#-ki natsume, 薄茶器棗). De notar que el natsume es el clásico Rikyū#-gata natsume (利休形棗), enteramente laqueado de negro sea fuera de que al interior.

El Chashaku (茶杓) es una herramienta (chadougu, 茶道具) utilizada para la ceremonia del té japonés (cha no yu, 茶の湯). Es una cuchara delgada de bambú que se usa para transferir el té verde en polvo (matcha, 抹茶), de su contenedor (denominado en la ceremonia Usucha, 薄茶, como Natsume, 棗) a la taza (chawan, 茶碗) donde luego será mezclado por el chasen (茶筅, un batidor de bambú) con agua caliente, pero no hirviendo (máximo 65 °C). 
Originariamente el chashaku era de marfil y se utilizaba en las tiendas que vendían fármacos. Otros materiales con los que se fabricaba eran la plata, la madera de morus y las conchas de tortuga. En el siglo XVII, en cambio, los maestros del té prefirieron el más sencillo y sobrio material de bambú procedente de la local cultura campesina. 
Las dimensiones del chashaku pueden variar, pero la forma más difundida está comprendida en su longitud entre los 19 y 21,5 centímetros; la anchura no supera, en general, el centímetro. 
La punta (denominada tsuyu 露) está curvada a lo largo de las venas de crecimiento del bambú, destacando hacia el mango (denominado ottori 追取), cuyo inicio está señalado por una acanaladura denominada fushi 節, la estructura se espesa y acaba con un corte recto (denominado kiridome 切止). 
Antes de aparecer el chashaku enteramente de bambú, ideado y preferido por Sen no Rikyū (千利休, 1522-1591), existieron chashaku compuestos formados por bambú con madera de gelso o plata. 
A los chashaku se les asigna a menudo un nombre. Antes de hacerse el harakiri, Sen no Rikyū llamó al suyo namida (淚, lágrimas). Este chashaku fue luego entregado a Furuta Oribe (古田織部, o Furuta Shigenari, 古田重然, 1545-1615), que también se vio obligado a realizar el harakiri cumpliendo la  orden de un shōgun.

## Otros proyectos
- Wikimedia Commons contiene immagini o altri file su Chashaku

- Datos: Q3006804
- Multimedia: Chashaku / Q3006804